# Anthemis laconica
Anthemis laconica là một loài thực vật có hoa trong họ Cúc. Loài này được Franzén mô tả khoa học đầu tiên năm 1986.